# Bibiane
Bibiane, Viviane ou Vivienne est une vierge qui, selon la tradition, connut la gloire du martyre à Rome sous l'empereur Julien en 362. Sanctifiée, elle est honorée le 2 décembre par l'Église catholique. Son tombeau, d'abord érigé dans une chapelle, a donné lieu plus tard à l'église Sainte-Bibiane.

## Hagiographie
Les premières mentions de sainte Bibiane se trouve dans le Liber Pontificalis et dans la Passio Bibianae, œuvre d'un auteur du VIe siècle. Selon ce récit Bibiane, née à Rome, filles de chrétiens, connue pour sa beauté, sa modestie et sa chasteté, est l'une des victimes de la persécution antichrétienne de l'empereur Julien l'Apostat (361-363).
Surpris à enterrer les corps de trois martyrs, Prisque, Priscillien et Bénédicte (fêtés le 4 janvier), c'est d'abord son père Flavien qui est la proie de sa violence répressive. Malgré son ancienne position de préfet de Rome, il est envoyé en exil près de Montefiascone, emprisonné, tourmenté et humilié par le marquage violent d'un fer rouge sur le front ; il finit par mourir.  
Bibiane est contrainte de rester enfermée au domicile familial sans ravitaillement, en compagnie de sa mère Dafrose et de sa sœur Démétrie. Puis le nouveau préfet de Rome Apronianus prend les choses en main. Imputant aux chrétiens d'avoir perdu un œil, il veut se venger, et il décide d'envoyer la mère en prison et de garder les filles sans nourriture en leur infligeant des sévices. Puis tous leurs biens sont confisqués, et Dafrose a la tête tranchée. 
Au bout d'un moment, le préfet convoque les deux filles au tribunal dans l'attente de leur apostat, mais elles ont vécu leur épreuve comme un temps de jeûne et de prières poursuivant ainsi la domus ecclesiae familiale comme lieu de rassemblement cultuel. Se montrant inflexibles à renier leur foi et leur relation au Christ, Démétrie est envoyée en prison, et Bibiane chez une entremetteuse, Rufina, qui use de plusieurs méthodes pour la pervertir, l'impressionner et la soumettre. Tandis qu'elle résiste aux assauts des tentations, sa sœur succombe aux mauvais traitements. 
Lorsque la femme de mauvaise vie relate son manque de réussite au préfet, il ordonne que Bibiane soit attachée à une colonne et flagellée à coups de flagrum. Durant son supplice, elle reste immobile, les yeux levés au ciel, puis meurt sous les coups infligés par les mains du bourreau, le 2 décembre 362.

## Culte
Son corps fut abandonné sur la voie publique, mais deux jours plus tard un pieux prêtre nommé Giovanni l'emporta secrètement, et l'enterra à côté de la tombe de sa mère et de sa sœur. Cet emplacement, appelé le cimetière de Sainte-Bibiane, donna lieu à la construction d'une chapelle en commémoration de la sainte. Son jeune âge, ses souffrances endurées avec fermeté, puis le miracle lié à la conservation de son corps, suscitèrent la vénération populaire dans la Rome proto-chrétienne du IVe siècle, et bientôt un culte local particulier s'installa quand une église fut bâtie à l'emplacement de la domus de la famille de Bibiane.  
En 468, le pape Simplice rebaptisa l'église d'abord appelée Olympina, du nom de la bienfaitrice qui aida largement à la financer, et elle devint l'église Sainte-Bibiane. Plus tard en 1625, l'église se dégradant, le pape Urbain VIII décida de la rénover. Il y fit placer les reliques de Bibiane, de sa sœur et de ses parents réunis ensemble, et demanda au Bernin de refaire la façade et de créer une statue qui est aujourd'hui installée dans l'abside. La colonne à laquelle Sainte Bibiane fut liée s'y dresse toujours.    
Martyrologe romain : « à Rome, sainte Viviane, martyre, sous le nom de laquelle le pape Simplice a dédié une église sur la colline de l'Esquilin ».
Elle est la patronne de l'épilepsie, des maux de tête, des maladies mentales, des femmes laïques célibataires, et des victimes de la torture.

## Représentation
Le perron, symbole de la ville de Liège était décoré par Jean Del Cour par six bustes en marbre de Carrare de Sainte Bibiane inspirés de Gian Lorenzo Bernini  vers 1698. Ils sont, depuis 1717, dans la salle des pas perdus de l'hôtel de ville de Liège.

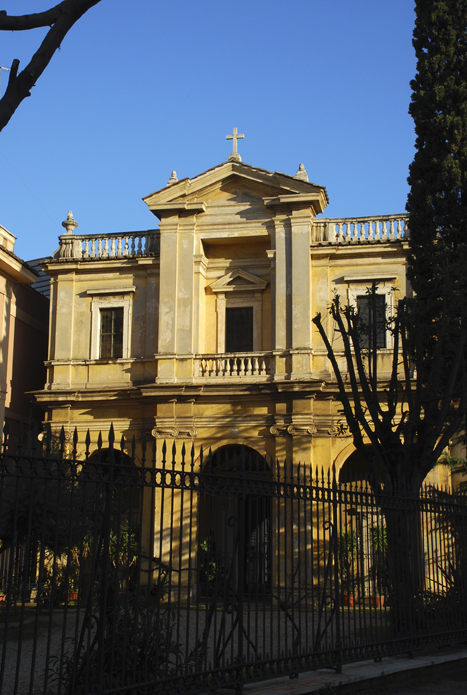
Façade de l'église Sainte-Bibiane, Rome.
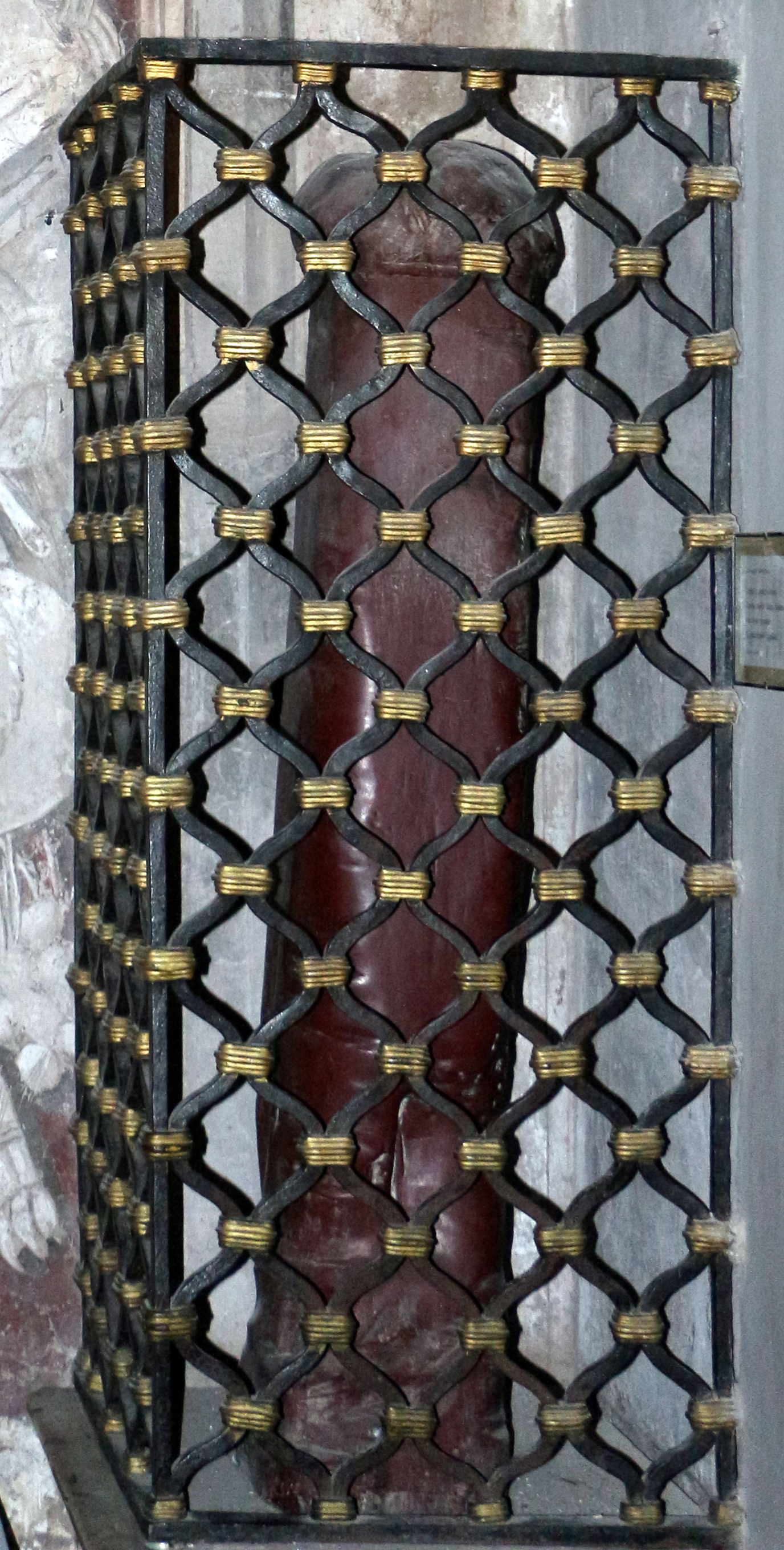
La colonne de son martyre, église Sainte-Bibiane.
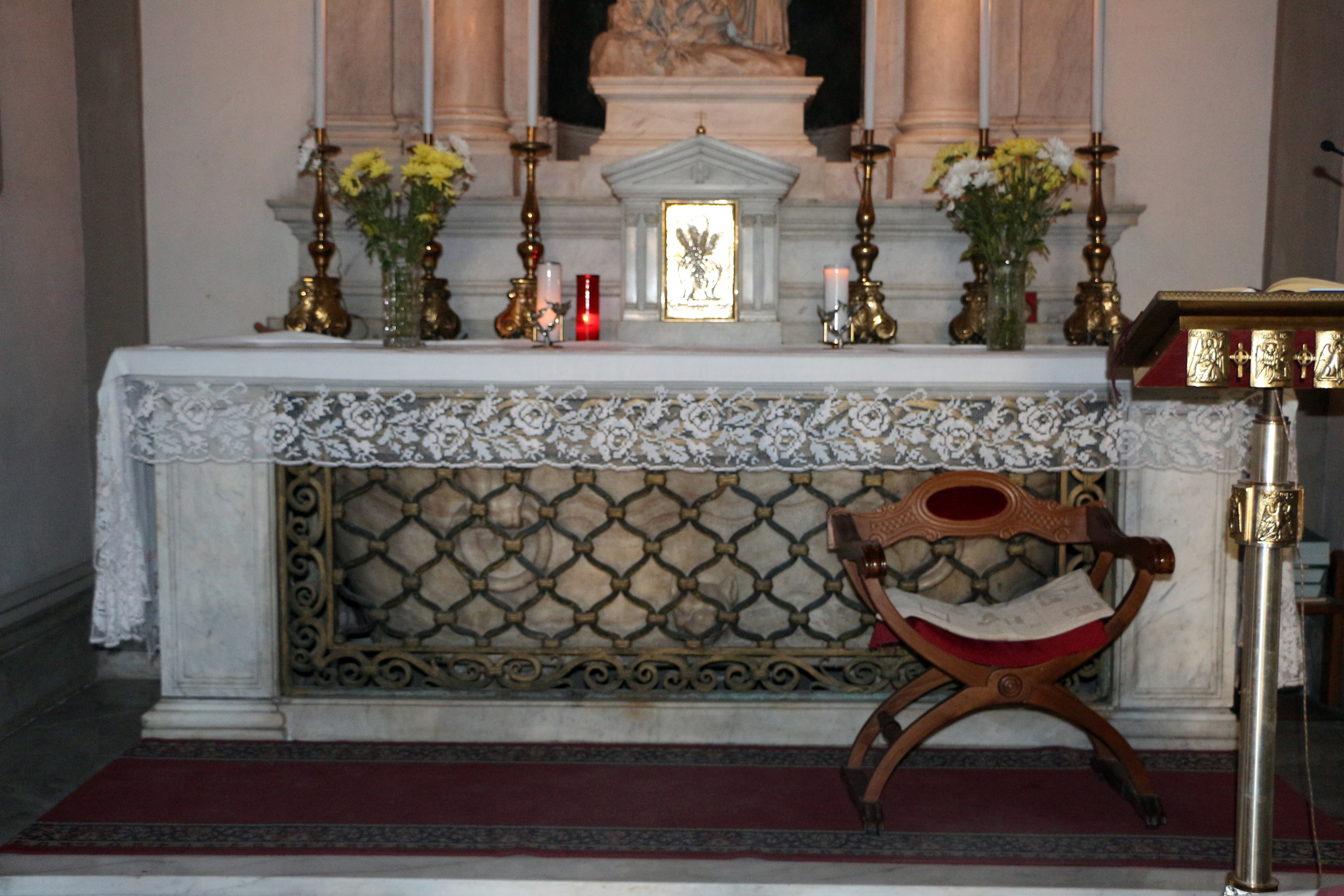
Maître-autel avec sépulcre en albâtre romain contenant les reliques de sainte Bibiane, Démétrie et leurs parents, église Sainte-Bibiane.
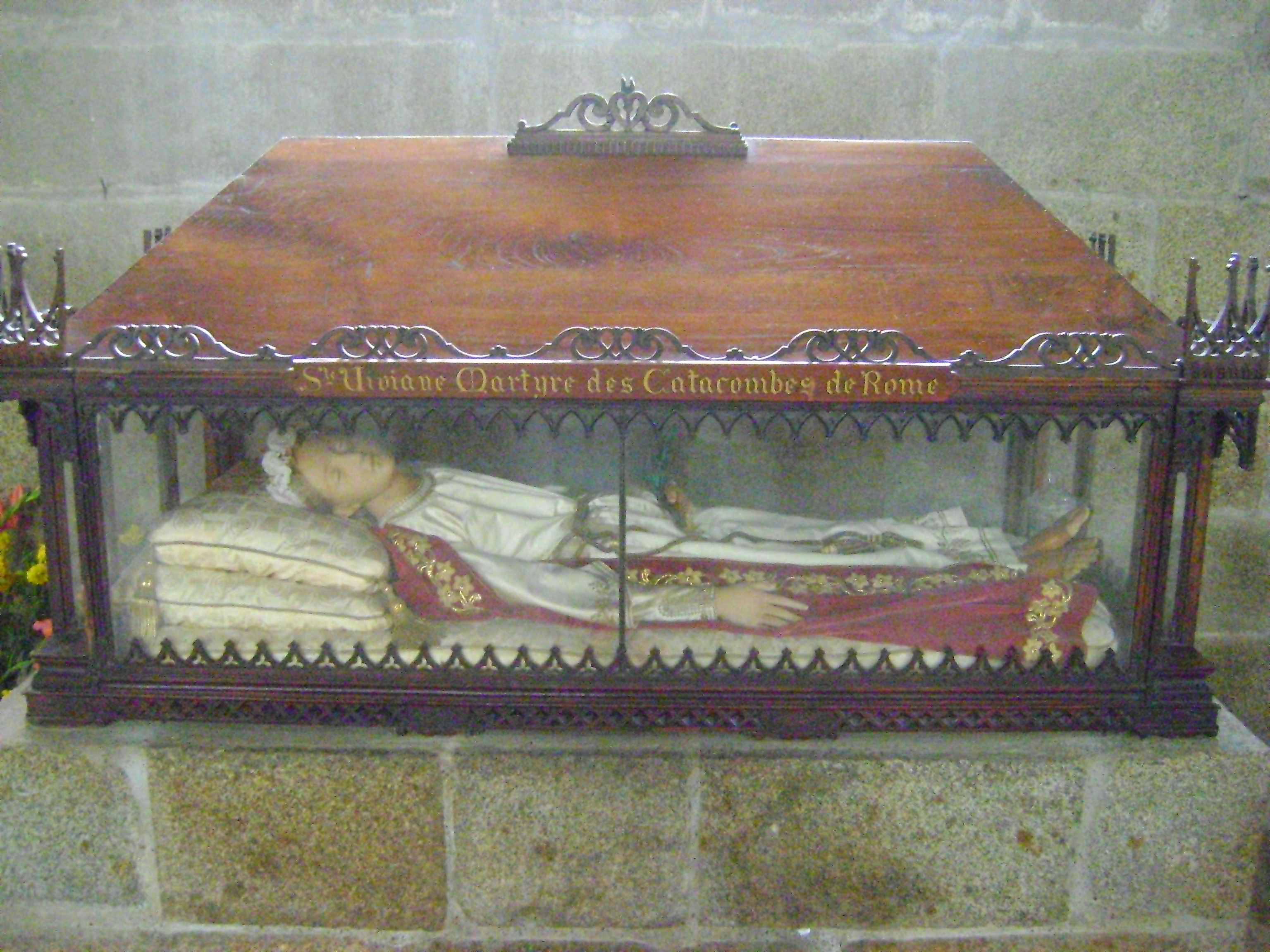
Châsse et figure de cire de sainte Viviane en l'église Saint-Sulpice de Fougères. Reliques offertes par le pape Pie IX en 1850[4].